# Jude Bellingham
Jude Victor William Bellingham (Stourbridge, Inglaterra, 29 de junio de 2003) es un futbolista británico que juega de centrocampista en el Real Madrid C. F. de la Primera División de España. Es internacional absoluto con la selección de Inglaterra.

## Trayectoria

### Inicios en Birmingham

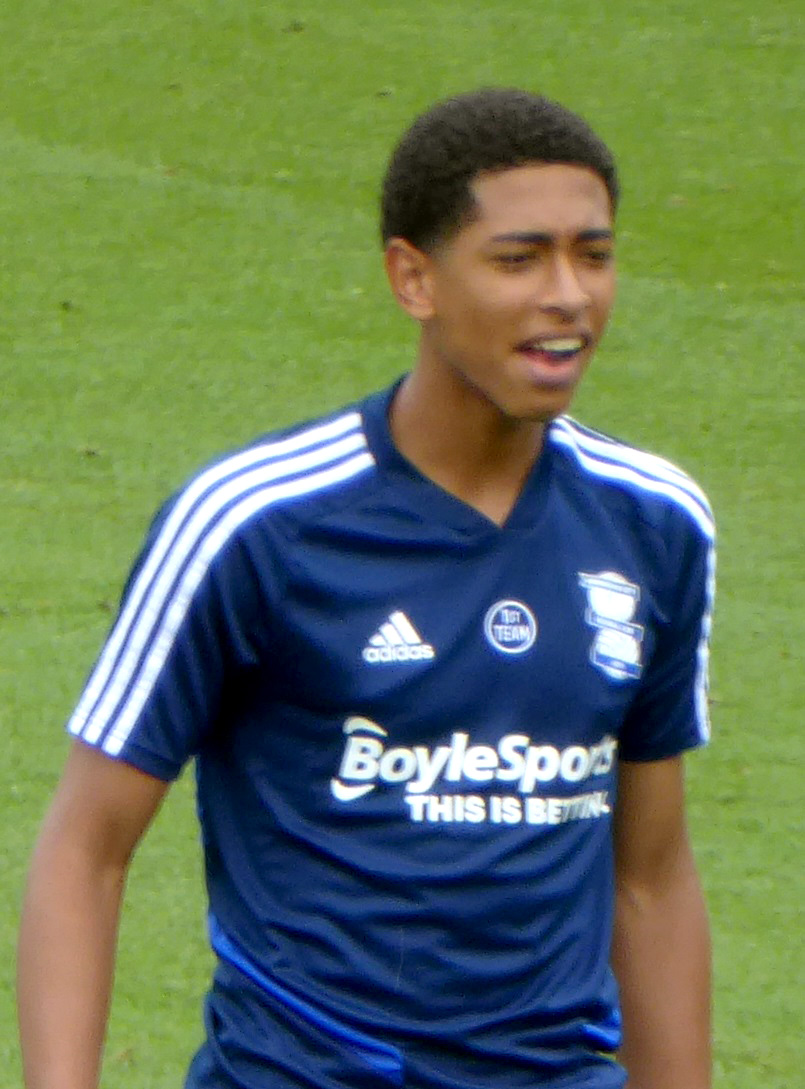
Bellingham con el Birmingham City en 2019.

Se unió a la academia del Birmingham City F. C. en la categoría sub-8 y nada más cumplir los 16, realizó la pretemporada con el primer equipo. El 6 de agosto de 2019, tras tener minutos en el partido que perdieron 3-0 ante el Portsmouth F. C. en la primera ronda de la Copa de la Liga, se convirtió en el jugador más joven en disputar un partido oficial en la historia del club con 16 años y 38 días, superando en 101 días el récord que tenía Trevor Francis desde 1970. 25 días después, al anotar el gol de la victoria ante el Stoke City F. C., también se convirtió en el goleador más precoz en la historia de la entidad. En el periodo de traspasos de enero de 2020, fue relacionado con varios equipos que jugaban en la Premier League.

### Borussia Dortmund
El 20 de julio se hizo oficial su traspaso al Borussia Dortmund, incorporándose al equipo alemán tras el último partido de la temporada. En Alemania seguiría llevando el dorsal 22, número que el conjunto de Birmingham decidió retirar tras su marcha.
El 14 de septiembre, en su debut con el Borussia Dortmund, anotó uno de los goles del triunfo ante el M. S. V. Duisburgo en la primera ronda de la Copa de Alemania, convirtiéndose de este modo en el goleador más joven en la historia del club alemán. El 20 de octubre debutó en la Liga de Campeones de la UEFA y se convirtió en el inglés más joven, con 17 años y 113 días, en salir de titular en un encuentro en esta competición superando el récord que ostentaba Phil Foden. Esa misma temporada logró su primer gol en la 1. Bundesliga; lo hizo el 10 de abril ante el VfB Stuttgart para poner el momentáneo empate a uno en el triunfo por 2-3. También vio puerta en la Liga de Campeones en el partido vuelta de cuartos de final contra el Manchester City F. C. en el que quedaron eliminados. Ya en el siguiente curso, y en la misma competición, consiguió un nuevo gol en el primer partido de la fase de grupos, logrando superar en siete días a Kylian Mbappé como el jugador más joven en marcar en partidos consecutivos en la historia del torneo.

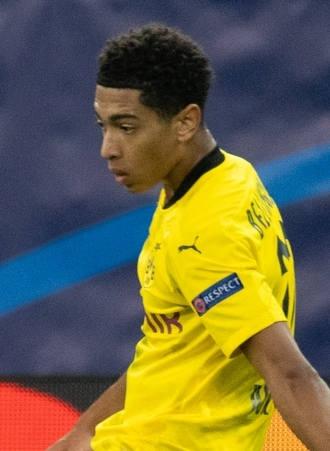
Bellingham con el Borussia Dortmund en 2020

En noviembre de 2021 fue segundo en las clasificaciones del Premio Golden Boy y Trofeo Kopa, premios al mejor futbolista en edad sub-21 de Europa y del mundo respectivamente. Al año siguiente volvió a ser nominado para ambos galardones, que los acabó ganando en 2023.
El 17 de septiembre de 2022 disputó su encuentro número cien con los borussers en un derbi del Ruhr contra el F. C. Schalke 04. Dos semanas después portó por primera vez el brazalete de capitán en un partido de la 1. Bundesliga ante el F. C. Colonia. Aunque no pudieron conseguir el título, a pesar de depender de ellos mismos en la última jornada, terminó la temporada siendo nombrado mejor jugador de la competición.

### Real Madrid
El 7 de junio de 2023 el conjunto alemán anunció que estaba cerca de fichar por el Real Madrid C. F. después de haber llegado a un acuerdo para su traspaso a cambio de 103 millones de euros más una cantidad variable del 30% en función de determinados logros deportivos. Una semana después fue el equipo español quien confirmó el fichaje para las siguientes seis temporadas. Debutó el 12 de agosto en la primera jornada del campeonato liguero y marcó el segundo tanto del triunfo ante el Athletic Club. En los siguientes dos partidos consiguió anotar otros tres tantos, decisivos para sumar dos nuevas victorias, y fue nombrado mejor jugador del mes. En las semanas posteriores mantuvo la dinámica goleadora y en sus primeros diez encuentros había logrado el mismo número de goles, igualando los registros de Cristiano Ronaldo. Siguió aumentando sus cifras anotadoras y a finales de octubre un doblete suyo sirvió para conseguir tres puntos más en el que era su primer clásico ante el F. C. Barcelona. En el partido de la segunda vuelta también marcó el gol de una victoria que les permitía tener un margen de once puntos en la clasificación a falta de seis jornadas para el final del campeonato, torneo que consiguieron ganar dos semanas después y del que fue nombrado mejor jugador. Finalizó su primer año como madridista conquistando la Liga de Campeones de la UEFA, derrotando al Borussia Dortmund en la final, y siendo elegido mejor jugador joven de la competición.
Empezó su segunda temporada en el club ganando la Supercopa de la UEFA ante el Atalanta B. C. en un partido en el que asistió a Kylian Mbappé en el segundo gol y fue designado como mejor jugador. Este inicio de campaña estuvo marcado por una lesión muscular que hizo que estuviera un mes de baja. Su primer tanto de la campaña no llegó hasta el 9 de noviembre, cuando marcó ante C. A. Osasuna. Entonces acumuló seis jornadas seguidas viendo puerta, algo que no lograba ningún jugador del Real Madrid desde Karim Benzema en la temporada 2015-16. Este segundo año el equipo no consiguió ganar ninguno de los principales títulos y su registro goleador disminuyó a catorce goles antes de acudir a la Copa Mundial de Clubes de la FIFA 2025. En las semifinales de este torneo frente al Paris Saint-Germain F. C., disputó su partido número cien con el Real Madrid.

## Selección nacional

### Categorías inferiores
Fue internacional con Inglaterra en las categorías sub-16 y sub-17. El 4 de septiembre de 2020 se convirtió en el jugador más joven en jugar con la selección sub-21. Lo hizo en el partido de clasificación para el Europeo de la categoría ante Kosovo y, además, anotó el definitivo 0-6.

### Selección absoluta

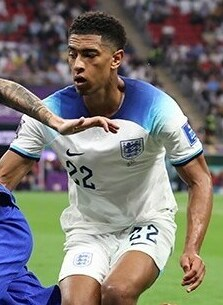
Jude Bellingham en el Mundial de Catar 2022

Dos meses después de estrenarse con la sub-21 fue convocado por primera vez con la absoluta tras las bajas de algunos jugadores por lesión. Debutó el 12 de noviembre en un amistoso ante Irlanda que ganaron por 3-0, convirtiéndose, con 17 años y 137 días, en el tercer jugador más joven en jugar con el equipo principal de Inglaterra.
El 1 de junio de 2021 fue convocado por el seleccionador Gareth Southgate para participar en la Eurocopa 2020. Debutó en el torneo el día 13 ante Croacia, convirtiéndose de este modo en el inglés más joven en jugar en una fase final y el futbolista más joven en jugar en una Eurocopa. Este último récord le duró seis días, siendo superado por Kacper Kozłowski.
El 10 de noviembre de 2022 fue citado para disputar el Mundial 2022. En el partido ante Irán consiguió su primer gol con la absoluta y ser el segundo goleador más joven de Inglaterra en una Copa del Mundo. En los octavos de final contra Senegal contribuyó al triunfo dando la asistencia del primer tanto a Jordan Henderson. Avanzaron de este modo a los cuartos de final, ronda en la que fueron eliminados por Francia.
Con su presencia en la Eurocopa 2024 se convirtió en el jugador más joven en participar en tres fases finales de los principales torneos de selecciones. En el primer partido frente a Serbia anotó el único gol del partido, siendo el segundo inglés tras Michael Owen en marcar tanto en una Copa del Mundo como en una Eurocopa con menos de 21 años. También vio puerta en el tiempo de descuento de los octavos de final ante Eslovaquia con un remate de chilena que forzó una prórroga en la que Harry Kane clasificó a Inglaterra para la siguiente ronda.

## Estadísticas

### Clubes
Actualizado al último partido disputado el 9 de julio de 2025.
| Club                             | Div.          | Temporada     | Liga  | Liga  | Liga   | Copas nacionales | Copas nacionales | Copas nacionales | Copas internacionales | Copas internacionales | Copas internacionales | Total | Total | Total  |
| Club                             | Div.          | Temporada     | Part. | Goles | Asist. | Part.            | Goles            | Asist.           | Part.                 | Goles                 | Asist.                | Part. | Goles | Asist. |
| -------------------------------- | ------------- | ------------- | ----- | ----- | ------ | ---------------- | ---------------- | ---------------- | --------------------- | --------------------- | --------------------- | ----- | ----- | ------ |
| Birmingham City F. C. Inglaterra | 2.ª           | 2019-20       | 41    | 4     | 2      | 3                | 0                | 0                | —                     | —                     | —                     | 44    | 4     | 2      |
| Birmingham City F. C. Inglaterra | Total club    | Total club    | 41    | 4     | 2      | 3                | 0                | 0                | 0                     | 0                     | 0                     | 44    | 4     | 2      |
| Borussia Dortmund · Alemania     | 1.ª           | 2020-21       | 29    | 1     | 3      | 7                | 2                | 0                | 10                    | 1                     | 1                     | 46    | 4     | 4      |
| Borussia Dortmund · Alemania     | 1.ª           | 2021-22       | 32    | 3     | 8      | 4                | 0                | 1                | 8                     | 3                     | 5                     | 44    | 6     | 14     |
| Borussia Dortmund · Alemania     | 1.ª           | 2022-23       | 31    | 8     | 4      | 4                | 2                | 1                | 7                     | 4                     | 1                     | 42    | 14    | 6      |
| Borussia Dortmund · Alemania     | Total club    | Total club    | 92    | 12    | 15     | 15               | 4                | 2                | 25                    | 8                     | 7                     | 132   | 24    | 24     |
| Real Madrid C. F. · España       | 1.ª           | 2023-24       | 28    | 19    | 6      | 3                | 0                | 2                | 11                    | 4                     | 5                     | 42    | 23    | 13     |
| Real Madrid C. F. · España       | 1.ª           | 2024-25       | 31    | 9     | 8      | 6                | 2                | 1                | 21                    | 4                     | 4                     | 58    | 15    | 13     |
| Real Madrid C. F. · España       | 1.ª           | 2025-26       | 0     | 0     | 0      | 0                | 0                | 0                | 0                     | 0                     | 0                     | 0     | 0     | 0      |
| Real Madrid C. F. · España       | Total club    | Total club    | 59    | 28    | 14     | 9                | 2                | 3                | 32                    | 8                     | 9                     | 100   | 38    | 26     |
| Total carrera                    | Total carrera | Total carrera | 192   | 44    | 31     | 27               | 6                | 5                | 57                    | 16                    | 16                    | 276   | 66    | 52     |
| 1. 2. 3.                         |               |               |       |       |        |                  |                  |                  |                       |                       |                       |       |       |        |

### Selección nacional

#### Participaciones en Copas del Mundo
| Mundial      | Sede  | Resultado        | Partidos | Goles |
| ------------ | ----- | ---------------- | -------- | ----- |
| Mundial 2022 | Catar | Cuartos de final | 5        | 1     |

#### Participaciones en Eurocopas
| Copa          | Sede     | Resultado  | Partidos | Goles |
| ------------- | -------- | ---------- | -------- | ----- |
| Eurocopa 2020 | Europa   | Subcampeón | 3        | 0     |
| Eurocopa 2024 | Alemania | Subcampeón | 7        | 2     |

#### Goles internacionales
| N.º | Fecha                    | Estadio                                   | Rival      | Gol | Resultado | Competición                         | Ref.   |
| --- | ------------------------ | ----------------------------------------- | ---------- | --- | --------- | ----------------------------------- | ------ |
| 1   | 21 de noviembre de 2022  | Estadio Internacional Jalifa, Doha, Catar | Irán       | 1-0 | 6-2       | Mundial 2022                        | [ 48 ] |
| 2   | 12 de septiembre de 2023 | Hampden Park, Glasgow, Escocia            | Escocia    | 0-2 | 1-3       | Amistoso                            | [ 54 ] |
| 3   | 26 de marzo de 2024      | Estadio de Wembley, Londres, Inglaterra   | Bélgica    | 2-2 | 2-2       | Amistoso                            | [ 55 ] |
| 4   | 16 de junio de 2024      | Veltins-Arena, Gelsenkirchen, Alemania    | Serbia     | 0-1 | 0-1       | Eurocopa 2024                       | [ 52 ] |
| 5   | 30 de junio de 2024      | Veltins-Arena, Gelsenkirchen, Alemania    | Eslovaquia | 1-1 | 2-1       | Eurocopa 2024                       | [ 53 ] |
| 6   | 10 de octubre de 2024    | Estadio de Wembley, Londres, Inglaterra   | Grecia     | 1-1 | 1-2       | Liga de Naciones de la UEFA 2024-25 | [ 56 ] |

## Palmarés

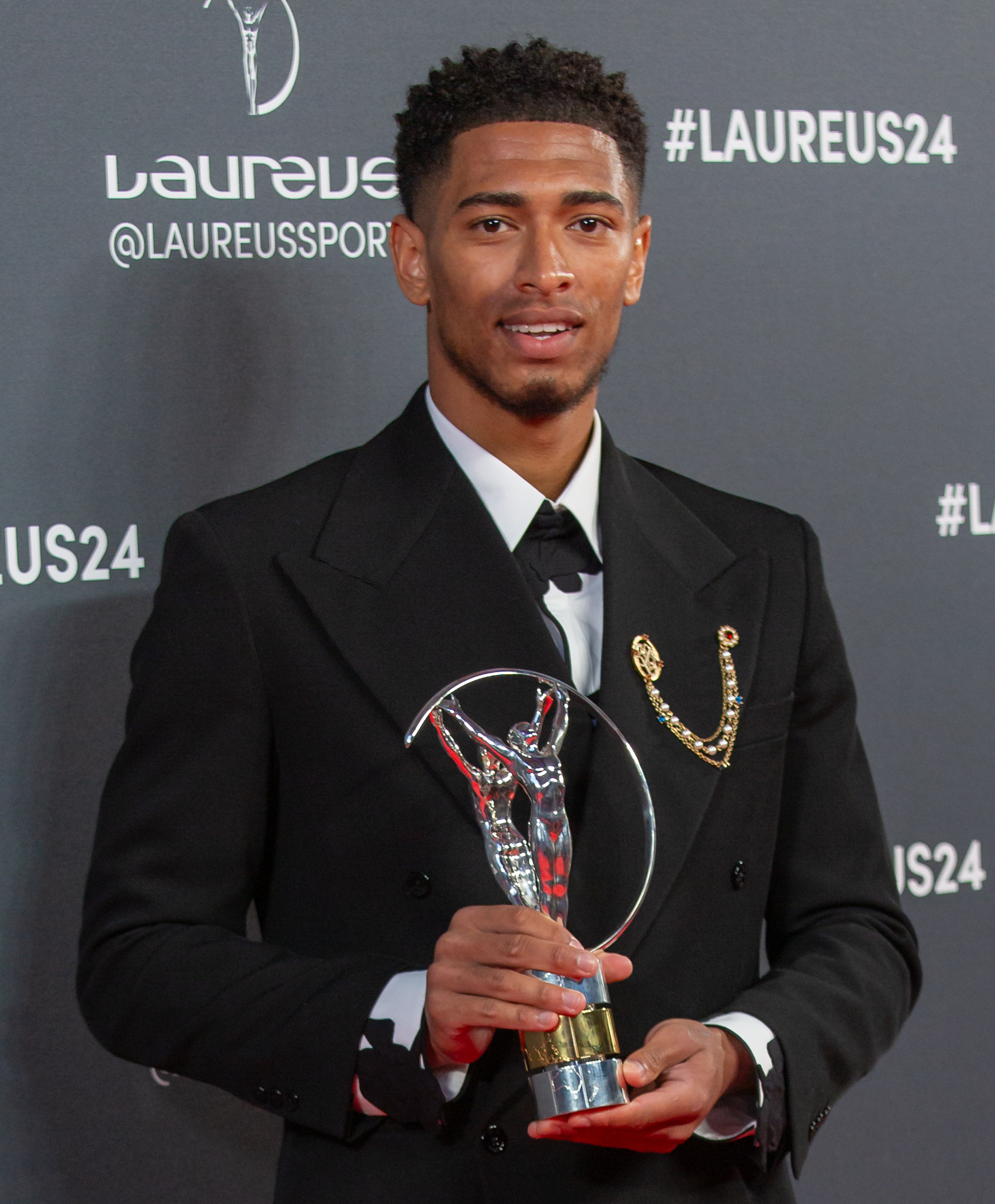
Bellingham recibe el premio Laureus World Sports Award 2024 a la revelación del año

### Títulos nacionales
| Título                     | Club              | País     | Año  |
| -------------------------- | ----------------- | -------- | ---- |
| Copa de Alemania           | Borussia Dortmund | Alemania | 2021 |
| Supercopa de España        | Real Madrid C. F. | España   | 2024 |
| Primera División de España | Real Madrid C. F. | España   | 2024 |

### Títulos internacionales
| Título                           | Club              | Sede     | Año  |
| -------------------------------- | ----------------- | -------- | ---- |
| Liga de Campeones de la UEFA     | Real Madrid C. F. | Londres  | 2024 |
| Supercopa de la UEFA             | Real Madrid C. F. | Varsovia | 2024 |
| Copa Intercontinental de la FIFA | Real Madrid C. F. | Catar    | 2024 |

### Distinciones individuales
| Distinción                                                          | Año  |
| ------------------------------------------------------------------- | ---- |
| Premio NxGn al mejor futbolista joven del mundo                     | 2022 |
| Parte de los 100 mejores jugadores del mundo según The Guardian     | 2022 |
| Mejor jugador de la 1. Bundesliga                                   | 2023 |
| Jugador del mes de la Primera División de España (agosto y octubre) | 2023 |
| Trofeo Kopa                                                         | 2023 |
| Premio Golden Boy                                                   | 2023 |
| Premio Laureus - Deportista revelación                              | 2024 |
| Mejor jugador de la Primera División de España                      | 2024 |
| Mejor jugador joven de la Liga de Campeones de la UEFA              | 2024 |
| Mejor jugador de la Supercopa de la UEFA                            | 2024 |
| Jugador del mes de la Primera División de España (diciembre)        | 2024 |

## Moda

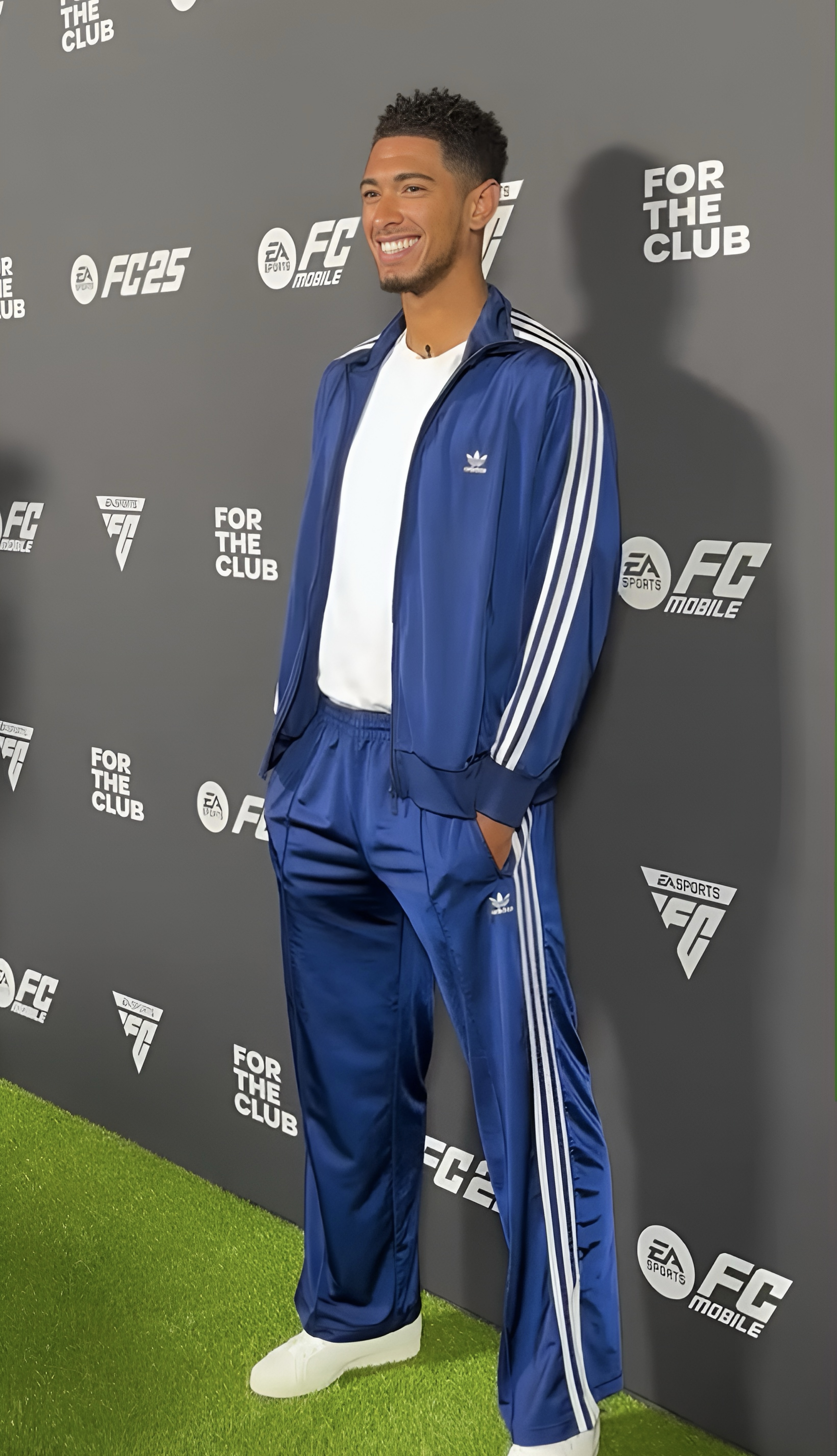
Bellingham durante un evento de EA Sports en septiembre de 2024

En junio de 2024 apareció en la campaña de la marca de ropa y fajas moldeadoras de Kim Kardashian, Skims; la sesión de fotos lo presentó modelando ropa interior masculina.